# Hail, Hero!
Hail, Hero! ist ein US-amerikanisches Filmdrama des Regisseurs David Miller aus dem Jahr 1969. Die Thematik des Films, den es bisher in keiner deutschsprachigen Fassung gibt, das Ändern der Gedankenwelt eines früheren Pazifisten zu einem Soldaten, spielt vor dem Hintergrund des Vietnamkrieges. Als Vorlage für das Drehbuch diente der gleichnamige Roman von John Weston.

## Handlung
Der Student Carl Dixon verlässt die Universität und lässt sich in die US Army einschreiben. Carl, der sich früher der Einberufung entzogen hat und bei Antikriegs-Demonstrationen verhaftet wurde, versucht, sich über sein Weltbild klar zu werden. Dazu besucht er die heimatliche Ranch in Arizona. Der Versuch, seinen Eintritt in die Armee zu erklären, wird von den Vorbereitungen für die Geburtstagsfeier seines Bruders Frank verhindert. Frank ist durch einen Unfall in seiner Kindheit verkrüppelt. Vater Albert macht dafür Carl verantwortlich. Albert hat nie die pazifistische Haltung Carls verstanden.
Franks Verletzung hat ihn davon abgehalten der Familientradition zu folgen und Soldat zu werden. Die Brüder versöhnen sich, nachdem Carl Frank klargemacht hat, dass es keine Schande sei, nicht zu kämpfen. Als Geschenk überreicht er ihm die mumifizierte Leiche eines Indianerbabys. Der Symbolgehalt des Geschenks wird Vater Albert jedoch nicht klar. Carls Eintritt in die Armee verblüfft ihn. Er glaubt, Carl wolle sich mit dem Feind verbünden.
Carl entdeckt, dass seine Mutter Santha eine Affäre mit dem Leiter des örtlichen Altenheims, Mr. Conklin, hat. Nach einem langen Gespräch mit Conklin bereitet sich Carl auf seine Abreise nach Vietnam vor. Bevor er abfährt malt er ein psychedelisches Friedensgemälde auf die Scheune.

## Kritiken
Vincent Canby befand, dass der Film ohne den jungen Michael Douglas nicht akzeptabel sei. Seine Darstellung sei nicht unbedingt bemerkenswert, jedoch energiegeladen.

## Hintergrund
Am 4. Oktober 1969 wurde der Film in Los Angeles uraufgeführt.
Der Titelsong wurde vom kanadischen Folksänger Gordon Lightfoot komponiert und gesungen.
Für Michael Douglas, der 1970 für den Golden Globe als Bester Nachwuchsdarsteller nominiert wurde, war es die erste Hauptrolle in einem Kinofilm, Peter Strauss gab sein Leinwanddebüt. Virginia Christine zog sich nach diesem Film aus dem Showbusiness zurück und war nur noch sporadisch in einigen Fernsehserien zu sehen.